# Мелетян, Арутюн Рубенович
Арутюн Рубенович Мелетян (25 ноября 1925 — 9 мая 1997) — советский офицер, участник Великой Отечественной войны, Герой Советского Союза.

## Биография
Арутюн Рубенович Мелетян родился 25 ноября 1925 года в селе Нижняя Шиловка Сочинского района (ныне часть города Сочи) в семье крестьянина. Армянин по национальности.
Был призван в армию в 1943 году. Окончил Краснодарское пулемётно-миномётное училище. В действующей армии с 1944 года. К январю 1945 года гвардии младший лейтенант А. Р. Мелетян командовал стрелковым взводом 3-го мотострелкового батальона 17-й гвардейской механизированной бригады 6-го гвардейского механизированного корпуса 4-й танковой армии.
25 января 1945 года со своим взводом одним из первых форсировал Одер в районе населённого пункта Кёбен (ныне Хобеня, Польша) и занял господствующую высоту. Отразил шесть контратак противника, обеспечив переправу других подразделений бригады.
Звание Героя Советского Союза А. Р. Мелетяну присвоено указом Президиума Верховного Совета СССР от 27 июня 1945 года.
После войны лейтенант запаса Арутюн Мелетян жил и работал в городе Сочи, где скончался 9 мая 1997 года. Похоронен в Адлере.

## Награды и звания
- Медаль «Золотая Звезда» Героя Советского Союза № 7994 (27.06.1945)[1]
- Орден Ленина (27.06.1945)[1]
- Орден Красного Знамени (5.03.1945)[2]
- Орден Отечественной войны 1 степени (11.03.1985)[3]
- медали, в том числе:
  - «В ознаменование 100-летия со дня рождения Владимира Ильича Ленина» (6 апреля 1970)
  - «За победу над Германией в Великой Отечественной войне 1941—1945 гг.» (9.5.1945)[4]
  - «20 лет Победы в Великой Отечественной войне 1941—1945 гг.» (7 мая 1965[5])
  - «30 лет Победы в Великой Отечественной войне 1941—1945 гг.»[6]
  - Медаль «Сорок лет Победы в Великой Отечественной войне 1941—1945 гг.»[7]
  - Юбилейная медаль «50 лет Победы в Великой Отечественной войне 1941—1945 гг.»[8]
  - «Ветеран труда»
  - «30 лет Советской Армии и Флота»[9]
  - «40 лет Вооружённых Сил СССР»[10]
  - «50 лет Вооружённых Сил СССР» (26 декабря 1967[11])
  - «60 лет Вооружённых Сил СССР» (28 января 1978[12])

- Знак «25 лет победы в Великой Отечественной войне» (1970)

## Память

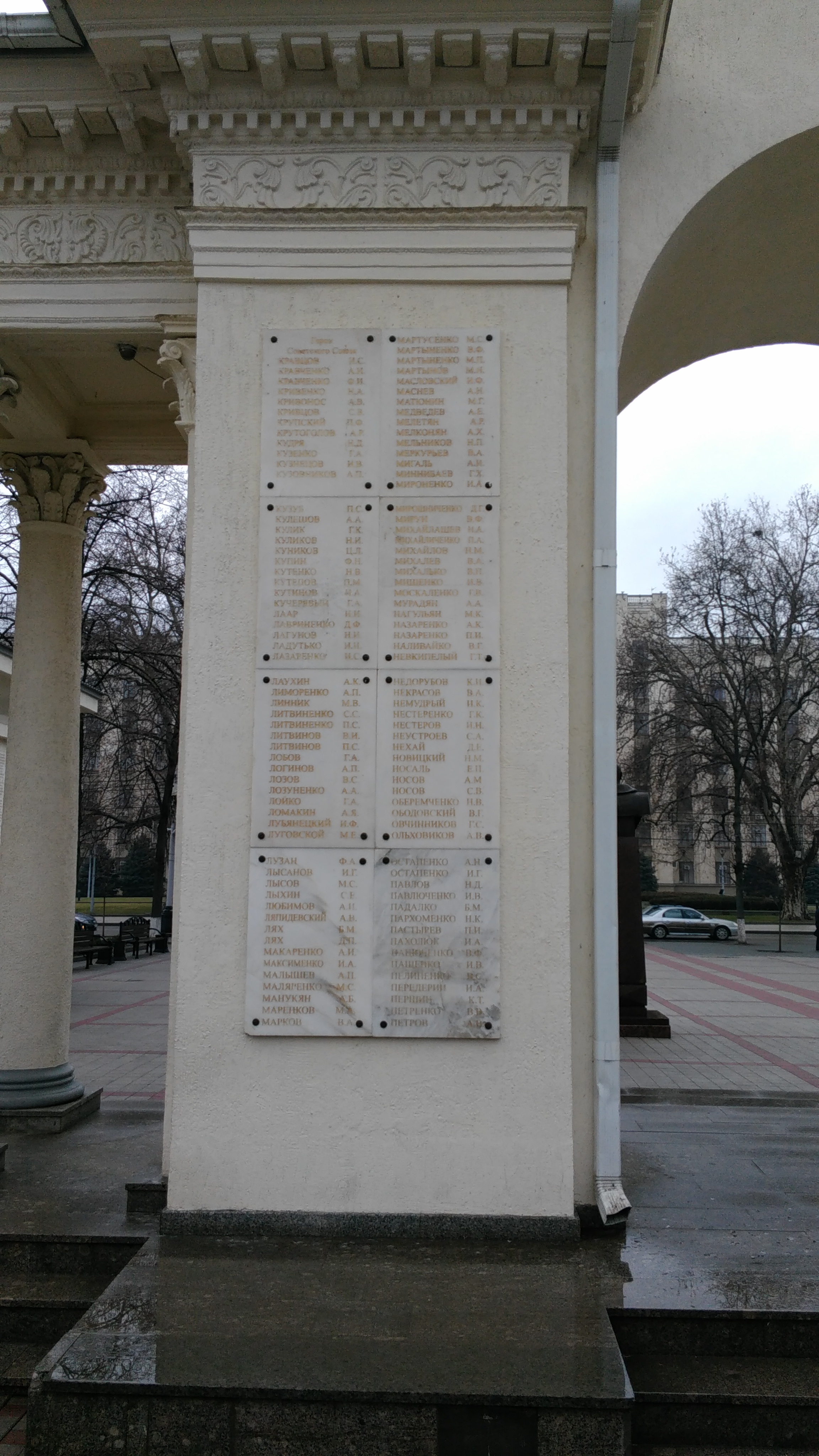
Имя Героя на мемориальной арке в Краснодаре. (Г-Пе)

- Имя Героя увековечено на мемориальной арке в Краснодаре.
- Имя Героя высечено золотыми буквами в зале Славы Центрального музея Великой Отечественной войны в Парке Победы города Москвы.
- В Сочи установлен Бюст Герою
- На могиле героя установлен надгробный памятник.

## Семья
- Сын Ашот Арутюнович Мелетян (род. 06.08.1948 г.) работал в аэропртах Воркуты и Сочи
  - Внук Мартирос Ашотович Мелетян (21.10.1988 -31.01.23), с началом военных действий на территории Украины, добровольцем вступил в ЧВК «Вагнер». Погиб в ходе штурма Артемовска.
- Дочь Мелетян Анаит Арутюновна (род. 03.04.1955 г.)
- Дочь Мелетян Анжела Арутюновна (род. 17.05.1953 г.
- Сын Мелетян Мартирос Арутюнович ( род. 20.06.1951 г.)